# Philip Leacock
Philip Leacock (* 8. Oktober 1917 in London; † 14. Juli 1990 ebenda) war ein britischer Filmregisseur.

## Leben
Philip Leacock, älterer Bruder des Regisseurs Richard Leacock, begann als Dokumentarfilmer, bis er 1952 seinen ersten Spielfilm realisierte. Von der Kritik wurde vor allem Der spanische Gärtner anerkannt, seine weiteren Werke reichten nicht mehr an diesen Erfolg heran. Ab den 1960er Jahren arbeitete Leacock hauptsächlich für das Fernsehen.

## Filmografie (Auswahl)
- 1952: Die Tapferen weinen nicht (The Brave Don’t Cry)
- 1953: Besiegter Haß (The Kidnappers)
- 1956: Der spanische Gärtner (The Spanish Gardener)
- 1957: Schau nicht zurück (High tide at noon)
- 1958: Die Kaninchenfalle (The rabbit trap)
- 1958: Kleine Übeltäter (Innocent Sinners)
- 1959: Spring über Deinen Schatten (Take a giant step)
- 1960: Bony, das Wildpferd (Riders of the new forest)
- 1960: Die Saat bricht auf (Let no man write my epitaph)
- 1960: Hand in Hand
- 1961: Wir alle sind verdammt
- 1961: Der Tiger ist unter uns (Thirteen West Street)
- 1962: Picknick um Mitternacht (Tamahine)
- 1969: Ihre Chance war gleich Null (Adam’s woman)
- 1971: Die tödliche Vision (Baffled)
- 1971: Nightfall – Stimmen der Angst (When Michael calls)
- 1972: Key West
- 1973: Nightmare Motel (Dying Room Only)
- 1977: Tod an Bord (Killer on board)
- 1979: Der Fluch des Tut-ench-Amun (The curse of King Tut’s tomb)
- 1982: Die wilden Weiber von Sweetwater (The wild women of Chastity Gulch)